# Форт-Майерс-Бич
Форт-Майерс-Бич (англ. Fort Myers Beach) — небольшой город (таун), расположенный в округе Ли (штат Флорида, США) с населением в 6561 человек по статистическим данным переписи 2000 года.

## География
По данным Бюро переписи населения США Форт-Майерс-Бич имеет общую площадь в 16,06 квадратных километров, из которых 7,51 кв. километров занимает земля и 8,55 кв. километров — вода. Площадь водных ресурсов округа составляет 53,24 % от всей его площади.
Форт-Майерс-Бич расположен на высоте 1 м над уровнем моря.

## Демография
| Год переписи        | Нас. |  | %±     |
| ------------------- | ---- |  | ------ |
| 1960                | 2463 |  | —      |
| 1970                | 4305 |  | 74,8%  |
| 1980                | 5753 |  | 33,6%  |
| 1990                | 9284 |  | 61,4%  |
| 2000                | 6561 |  | −29,3% |
| 1960–2000 Источник: |      |  |        |

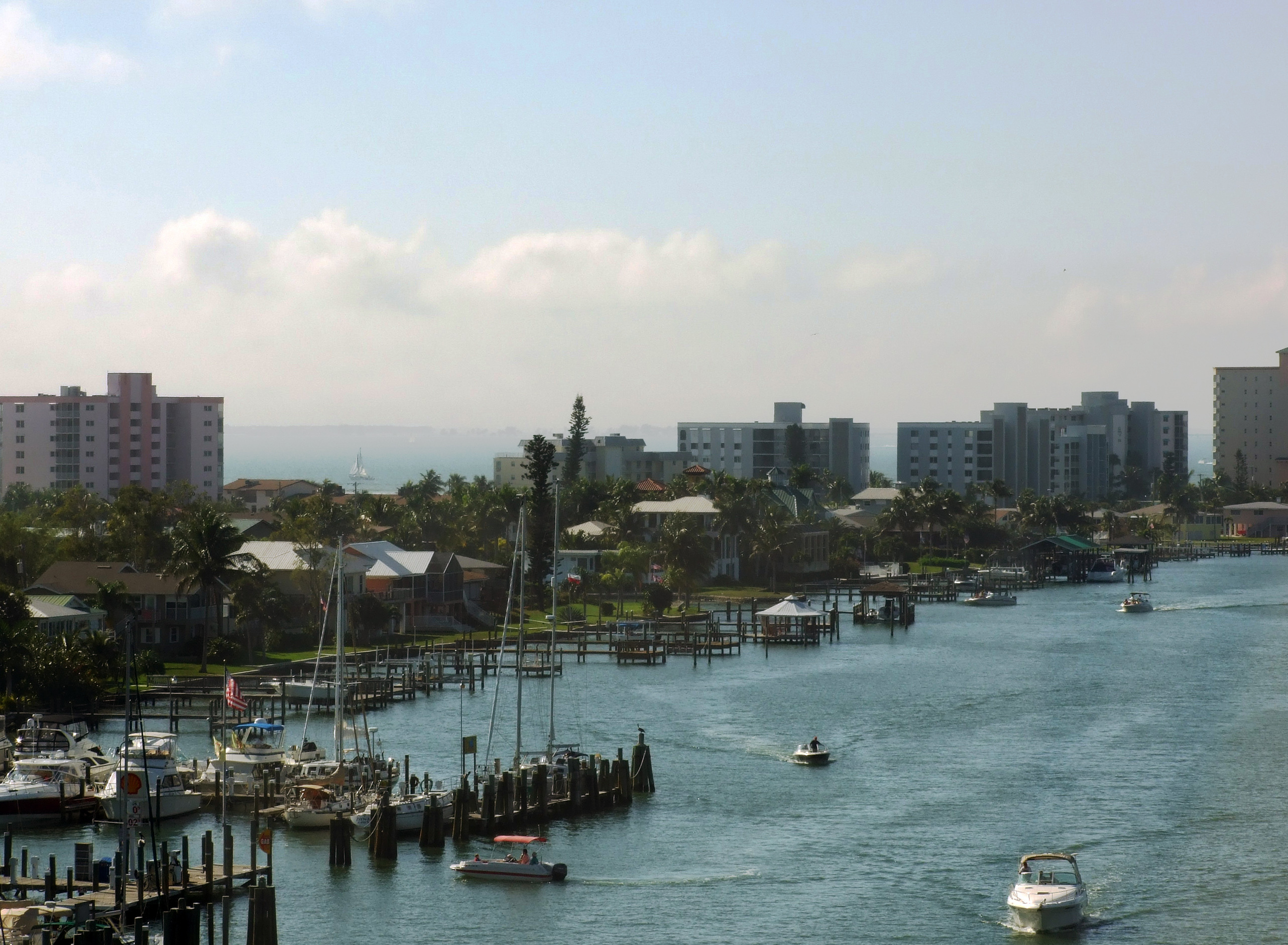
Форт-Майерс-Бич

По данным переписи населения 2000 года в Форт-Майерс-Бич проживало 6561 человек, 2048 семей, насчитывалось 3425 домашних хозяйств и 8429 жилых домов. Средняя плотность населения составляла около 408,53 человек на один квадратный километр. Расовый состав населённого пункта распределился следующим образом: 97,24 % белых, 0,08 % — чёрных или афроамериканцев, 0,38 % — коренных американцев, 0,29 % — азиатов, 0,03 % — выходцев с тихоокеанских островов, 0,99 % — представителей смешанных рас, 0,99 % — других народностей. Испаноговорящие составили 3,46 % от всех жителей.
Из 3425 домашних хозяйств в 7,7 % воспитывали детей в возрасте до 18 лет, 53,8 % представляли собой совместно проживающие супружеские пары, в 4,0 % семей женщины проживали без мужей, 40,2 % не имели семей. 31,7 % от общего числа семей на момент переписи жили самостоятельно, при этом 14,9 % составили одинокие пожилые люди в возрасте 65 лет и старше. Средний размер домашнего хозяйства составил 1,91 человек, а средний размер семьи — 2,29 человек.
Население города по возрастному диапазону по данным переписи 2000 года распределилось следующим образом: 7,6 % — жители младше 18 лет, 3,0 % — между 18 и 24 годами, 17,2 % — от 25 до 44 лет, 35,0 % — от 45 до 64 лет и 37,2 % — в возрасте 65 лет и старше. Средний возраст жителей составил 59 лет. На каждые 100 женщин в Форт-Майерс-Бич приходилось 98,0 мужчин, при этом на каждые сто женщин 18 лет и старше приходилось 96,4 мужчин также старше 18 лет.
Средний доход на одно домашнее хозяйство составил 48 045 долларов США, а средний доход на одну семью — 62 000 долларов. При этом мужчины имели средний доход в 31 929 долларов США в год против 29 375 долларов среднегодового дохода у женщин. Доход на душу населения составил 48 045 долларов в год. 3,0 % от всего числа семей в населённом пункте и 7,2 % от всей численности населения находилось на момент переписи населения за чертой бедности, при этом 5,8 % жителей были в возрасте 65 лет и старше.